# Fußball-Bezirksklasse Schleswig-Holstein 1938/39
Die Fußball-Bezirksklasse Schleswig-Holstein 1938/39 war die sechste Serie der Fußball-Bezirksklasse Schleswig-Holstein im Sportgau Nordmark. Sie diente als eine von drei zweitklassigen Bezirksklassen als Unterbau der Gauliga Nordmark. Alle Staffelmeister dieser drei Unterbau-Spielklassen qualifizierten sich für eine spätere Aufstiegsrunde, in welcher zwei Aufsteiger zur Gauliga Nordmark ausgespielt wurden. Weiterhin wurde die Spielzeit mittels zweier Staffeln ausgetragen, in dieser Saison wieder leicht reduziert, mit jeweils 10 Vereinen. Namentlich gekennzeichnet als Staffel Nord und Staffel Süd. Generelle Besonderheit war erneut der bewusste Tausch Kieler Vereine zwischen den Staffeln, um anfallende Reisekosten ausgewogen zu gestalten. Weil der BV 03 Phönix Lübeck den Aufstieg in die Gauliga realisieren konnte und es damit galt, nur noch einen BK-Absteiger zu ermitteln, wurde eine zusätzliche Abstiegs-Relegation zwischen beiden Staffel-Letzten nötig. In dieser zeigte sich dann Preußen 09 Itzehoe, (Staffel Süd), dem Rendsburger TSV 1859, (Staffel Nord), relativ deutlich überlegen und sicherte sich damit spät die weitere Klassenzugehörigkeit für die nächste Saison.

## Geschichte
Die Saison 1938/39 war nicht von überregionalen Umstrukturierungen betroffen, wurde weiterhin als Rundenturnier mit Hin-und-Rückspiel ausgetragen. Die Spielzeit begann am 14. August 1938, letzte Spiele kamen am 7. Mai 1939 (in beiden Staffeln), zur Austragung. Gekennzeichnet war die Spielzeit von einem äußerst spannenden Meister-Kampf in der Staffel Nord, welcher sich sehr spät entschied. Daneben in der Staffel Süd, von einem sehr, sehr früh entschiedenen Titel-Kampf, ohne jede Spannung. Staffelmeister-Nord, VfB Kiel 1910 sowie Staffelmeister-Süd, BV 03 Phönix Lübeck, waren somit für die anberaumte Aufstiegsrunde zur Gauliga Nordmark 1938/39 qualifiziert. Erstmals seit drei Jahren konnte sich ein Staffelmeister aus Schleswig-Holstein in solcher als Aufsteiger durchsetzen und so den Bezirk wieder in der Gauliga vertreten. Auch in dieser Spielzeit entschied man sich, die gewohnte Zweier-Staffel-Einteilung beizubehalten. Im Gegensatz zu den letzten Jahren, wurden jedoch beide letzt-saisonalen Staffelmeister vom Gaufachamt in unterschiedliche Staffeln platziert. Die Vereine aus dem Kreis Lübeck blieben in der BK Schleswig-Holstein integriert. Die Anzahl teilnehmender Vereine, war wieder auf jeweils 10 je Staffel reduziert. Zudem wurde, wie auch in der Spielzeit zuvor, eine Abstiegs-Relegation ausgespielt, in welcher Preußen 09 Itzehoe über die "Turner" des Rendsburger MTSV 1859 obsiegte, die ihren sich jahrelang abzeichnenden Abstieg, nun faktisch quittieren mussten. Als Aufsteiger für die BK-Saison 1939/40, qualifizierten sich mit dem LSV Travemünde und dem LSV Kiel-Holtenau, zwei sogenannte "Flieger-Vereine". Sportlich als fast tragisch zu bezeichnen, das Schicksal des Flensburger SV 08, dem wie in der Vorjahrs-Saison auch, die Staffel-Meisterschaft nur aufgrund des schlechteren Torquotient-Verhältnisses entging, sondern der damit auch wiederum gleichzeitig einem anderen Verein (dem VfB Kiel 1910), am letzten Spieltag, den Vortritt lassen musste und die damit verbundene Aufstiegschance denkbar knapp verpasste.

## Teilnehmer
Als Aufsteiger aus den Kreisklassen Schleswig-Holsteins wurde in folgende Staffel neu integriert:
- Ellerbeker SV (Nord)

Aus dem Bezirk Lübeck-Mecklenburg waren in den Bezirk Schleswig-Holstein weiterhin delegiert und in folgende Staffel integriert:
- BV 03 Phönix Lübeck (Süd) /  als Absteiger aus der Gauliga Nordmark
- Lübecker SV 1913 (Süd)
- VfL Oldesloe (Süd)

## Abschlusstabelle

### Staffel Nord
| Pl. | Verein                   | Sp. | S  | U | N  | Tore    | Quote | Punkte |
| --- | ------------------------ | --- | -- | - | -- | ------- | ----- | ------ |
| 1.  | VfB Kiel 1910            | 18  | 12 | 1 | 5  | 065:310 | 2,10  | 25:11  |
| 2.  | Flensburger SV 08        | 18  | 10 | 5 | 3  | 062:380 | 1,63  | 25:11  |
| 3.  | Husumer FV 1918          | 18  | 11 | 2 | 5  | 043:310 | 1,39  | 24:12  |
| 4.  | Ellerbeker SV (N)        | 18  | 11 | 2 | 5  | 045:360 | 1,25  | 24:12  |
| 5.  | KFV Kilia Kiel (M)       | 18  | 10 | 0 | 8  | 048:350 | 1,37  | 20:16  |
| 6.  | 1. SV Schleswig 06       | 18  | 9  | 1 | 8  | 035:520 | 0,67  | 19:17  |
| 7.  | LSV Schleswig            | 18  | 5  | 3 | 10 | 041:460 | 0,89  | 13:23  |
| 8.  | SC Olympia 09 Neumünster | 18  | 6  | 1 | 11 | 036:510 | 0,71  | 13:23  |
| 9.  | VfB Union-Teutonia Kiel  | 18  | 4  | 1 | 13 | 027:510 | 0,53  | 09:27  |
| 10. | Rendsburger TSV 1859 a   | 18  | 3  | 2 | 13 | 023:540 | 0,43  | 08:28  |

| Legende |                                                               |
|         | Qualifikation für Aufstiegsrunde zur Gauliga Nordmark 1939/40 |
|         | Absteiger in die Kreisklassen                                 |
| (M)     | Titelverteidiger                                              |
| (N)     | Aufsteiger aus den Kreisklassen                               |

### Staffel Süd
| Pl. | Verein                     | Sp. | S  | U | N  | Tore    | Quote | Punkte |
| --- | -------------------------- | --- | -- | - | -- | ------- | ----- | ------ |
| 1.  | BV 03 Phönix Lübeck (A)    | 18  | 16 | 2 | 0  | 084:260 | 3,23  | 34:20  |
| 2.  | TSV 1875 Gaarden           | 18  | 11 | 2 | 5  | 060:400 | 1,50  | 24:12  |
| 3.  | FV Borussia 03 Gaarden     | 18  | 9  | 3 | 6  | 050:410 | 1,22  | 21:15  |
| 4.  | VfL Oldesloe b             | 18  | 9  | 3 | 6  | 033:360 | 0,92  | 21:15  |
| 5.  | Lübecker SV 1913 b         | 18  | 9  | 2 | 7  | 049:350 | 1,40  | 20:16  |
| 6.  | VfR Neumünster 1910 (M)    | 18  | 6  | 4 | 8  | 040:390 | 1,03  | 16:20  |
| 7.  | SpVgg Fortuna Glückstadt b | 18  | 5  | 3 | 10 | 038:460 | 0,83  | 13:23  |
| 8.  | SC Comet Kiel 1912         | 18  | 5  | 2 | 11 | 030:660 | 0,45  | 12:24  |
| 9.  | TSV Gut-Heil Neumünster    | 18  | 4  | 3 | 11 | 033:490 | 0,67  | 11:25  |
| 10. | Preußen 09 Itzehoe a / b   | 18  | 3  | 2 | 13 | 023:620 | 0,37  | 08:28  |

| Legende |                                                               |
|         | Qualifikation für Aufstiegsrunde zur Gauliga Nordmark 1939/40 |
| (M)     | Titelverteidiger                                              |
| (A)     | Absteiger aus der Gauliga                                     |

### Abstiegs-Relegation beider Staffel-Letzten
In folgender Reihenfolge, ausgetragen am 27.06. und 30.06.1939
|                      | Ergebnis |                      |
| -------------------- | -------- | -------------------- |
| Preußen 09 Itzehoe   | 4:0      | Rendsburger TSV 1859 |
| Rendsburger TSV 1859 | 1:1      | Preußen 09 Itzehoe   |